# Kai Wagner
Kai Wagner (Geislingen an der Steige, 15 febbraio 1997) è un calciatore tedesco, difensore del Philadelphia Union.

## Caratteristiche tecniche
È un terzino sinistro.

## Carriera
Ha esordito in MLS il 2 marzo 2019 disputando l'incontro perso 3-1 contro il Toronto FC.

## Statistiche
Statistiche aggiornate al 25 agosto 2019.

### Presenze e reti nei club
| Stagione                  | Squadra                   | Campionato                | Campionato | Campionato | Coppe nazionali | Coppe nazionali | Coppe nazionali | Coppe continentali | Coppe continentali | Coppe continentali | Altre coppe | Altre coppe | Altre coppe | Totale | Totale | Totale |
| Stagione                  | Squadra                   | Comp                      | Pres       | Reti       | Comp            | Pres            | Reti            | Comp               | Pres               | Reti               | Comp        | Pres        | Reti        | Pres   | Reti   |        |
| ------------------------- | ------------------------- | ------------------------- | ---------- | ---------- | --------------- | --------------- | --------------- | ------------------ | ------------------ | ------------------ | ----------- | ----------- | ----------- | ------ | ------ | ------ |
| 2016-2017                 | Schalke 04 II             | RL                        | 33         | 0          |                 | -               | -               |                    | -                  | -                  |             | -           | -           | 33     | 0      |        |
| 2017-2018                 | Kickers Würzburg          | 3L                        | 27         | 0          | CG              | 0               | 0               |                    | -                  | -                  |             | -           | -           | 27     | 0      |        |
| 2018-2019                 | Kickers Würzburg          | 3L                        | 13         | 0          | CG              | 0               | 0               |                    | -                  | -                  |             | -           | -           | 13     | 0      |        |
| Totale Würzburger Kickers | Totale Würzburger Kickers | Totale Würzburger Kickers | 40         | 0          |                 | 0               | 0               |                    | -                  | -                  |             | -           | -           | 40     | 0      |        |
| 2019                      | Philadelphia Union        | MLS                       | 30+2       | 0          | USOC            | 0               | 0               |                    | -                  | -                  |             | -           | -           | 32     | 0      |        |
| 2020                      | Philadelphia Union        | 2020                      | 11+1       | 0          |                 | -               | -               |                    | -                  | -                  | MISB        | 6           | 1           | 18     | 1      |        |
| 2021                      | Philadelphia Union        | MLS                       | 33+2       | 3          |                 | -               | -               | CCL                | 6                  | 0                  |             | -           | -           | 41     | 3      |        |
| 2022                      | Philadelphia Union        | MLS                       | 33+3       | 0          | USOC            | 1               | 0               |                    | -                  | -                  |             | -           | -           | 37     | 0      |        |
| 2023                      | Philadelphia Union        | MLS                       | 28+1       | 1          | USOC            | 1               | 2               | CCL                | 5                  | 0                  | LC          | 7           | 0           | 42     | 3      |        |
| 2024                      | Philadelphia Union        | 2024                      | 34         | 1          |                 | -               | -               | CCC                | 4                  | 0                  | LC          | 7           | 0           | 45     | 1      |        |
| 2025                      | Philadelphia Union        | 2025                      | 22         | 1          | USOC            | 1               | 0               |                    | -                  | -                  | LC          | 0           | 0           | 23     | 1      |        |
| Totale Philadelphia Union | Totale Philadelphia Union | Totale Philadelphia Union | 191+9      | 6          |                 | 3               | 2               |                    | 15                 | 0                  |             | 20          | 1           | 238    | 9      |        |
| Totale carriera           | Totale carriera           | Totale carriera           | 273        | 6          |                 | 3               | 2               |                    | 15                 | 0                  |             | 20          | 1           | 311    | 9      |        |

## Palmarès

### Individuale
- MLS Best XI: 1

2022